# Disponibilidad selectiva
La conocida como Disponibilidad Selectiva (S/A en su acrónimo inglés) es una degradación intencionada de la señal GPS con el fin de evitar la precisión excesiva  de los receptores GPS comerciales modernos.

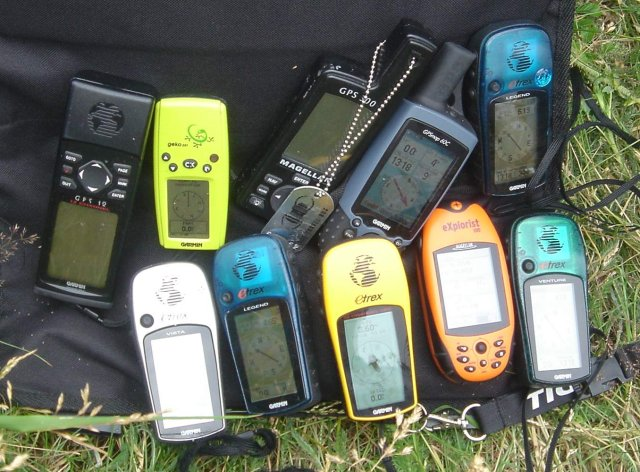
Receptores GPS comerciales

Inicialmente el sistema NAVSTAR-GPS fue diseñado y desarrollado para aplicaciones militares. Con objeto de impedir que el sistema fuese utilizado con fines no pacíficos por enemigos de los Estados Unidos (guiado de misiles fundamentalmente) el Departamento de Defensa estadounidense, encargado de su mantenimiento y precisión, optó por degradar intencionadamente la señal que emiten los satélites de la constelación NAVSTAR, afectando a usuarios civiles que accedieran a la tecnología de manera comercial a partir de ese momento.
La limitación de su exactitud se llevó a cabo incorporando errores aleatorios a la señal, es decir, que los receptores civiles (no los militares) estarían sujetos a una degradación de la precisión, en función de las circunstancias geoestratégicas y geopolíticas del momento, que queda regulada por el Programa de Disponibilidad Selectiva o SA (Selective Availability). Esta degradación de la señal se realizó de dos formas:
- Haciendo oscilar el reloj del satélite.
- Truncando los datos enviados por las efemérides (senda y órbita de un satélite)

Con ellos se conseguía degradar el UERE hasta 37,5 metros, limitando la precisión horizontal a unos valores de entre 15-100 metros y 156 metros en la vertical en los modelos civiles. Los receptores militares de Estados Unidos y sus aliados no se veían afectados al poder decodificar este error hasta la precisión inicial del sistema (UERE = 66,6 m).
El desarrollo de nuevas técnicas que corregían estos desfases, como el uso combinado del sistema NAVSTAR estadounidense y el GLONASS ruso o la utilización de sistemas de corrección de señales como el DGPS o el SBAS que permiten estimar el error inducido, así como la concepción de nuevos Sistemas Globales de Navegación por Satélite (Galileo europeo), y la dependencia cada vez mayor del GPS por parte de la población civil hizo que la Disponibilidad Selectiva fuese eliminada el 2 de mayo de 2000 por el presidente Bill Clinton.
Aunque los EE. UU. reiteraron en el 2005 que la señal no sería degradada de nuevo, el error nominal en el cálculo de la posición de los receptores GPS, que como se ha señalado puede aumentar hasta los 100 m, puede darse de nuevo cuando el Departamento de Defensa de este país lo estime oportuno, volviendo a activar la SA. 